# Муниципальное образование «город Ангарск»
Муниципа́льное образова́ние «го́род Анга́рск» (Ангарское муниципальное образование) — городское поселение в Ангарском районе Иркутской области Российской Федерации. Ангарское муниципальное образование со статусом городского поселения было образовано 31 декабря 2004 года Законом Иркутской области. Входило в состав Ангарского муниципального образования. В соответствии с Уставом официальное название — город Ангарск.
Вместе с другими муниципальными образованиями Ангарского района преобразовано с 1 января 2015 года Законом Иркутской области в Ангарский городской округ.

## Границы
Согласно закону «О статусе и границах муниципальных образований Ангарского района Иркутской области»

«…Исходная точка описания — точка пересечения границы Ангарского муниципального образования и границы г. Ангарска (в районе автодороги Новосибирск — Иркутск), далее в юго-западном направлении по границе Ангарского муниципального образования до границы территории Одинcкого муниципального образования, затем в юго-восточном направлении по указанной границе до пересечения с границей территории Мегетского муниципального образования, далее в северном и затем в юго-восточном направлениях по указанной границе до границы Ангарского муниципального образования, далее в северо-западном направлении по границе Ангарского муниципального образования до исходной точки описания.».

## Население
| 2002    | 2010     | 2011     | 2012     | 2013     | 2014     |
| ------- | -------- | -------- | -------- | -------- | -------- |
| 251 176 | ↘233 567 | ↘233 380 | ↘232 535 | ↘231 340 | ↘229 592 |

## Состав городского поселения
| № | Населённый пункт | Тип населённого пункта        | Население |
| - | ---------------- | ----------------------------- | --------- |
| 1 | Ангарск          | город, административный центр | ↘216 973  |